# Ismady Alonso
Ismady Alonso Suárez (Colón, 20 maart 1975) is een voormalig topjudoka uit Cuba. Hij is drievoudig nationaal kampioen en behaalde zijn grootste succes in 1995, toen hij de gouden medaille won bij de Pan-Amerikaanse Spelen in Mar del Plata. Daar versloeg hij Luis Vizcaino uit de Dominicaanse Republiek in de finale van de klasse tot 56 kilogram.

## Erelijst

### Pan-Amerikaanse Spelen
- – 1995 Mar del Plata, Argentinië (– 56 kg)

### Pan-Amerikaanse kampioenschappen
- – 1994 Santiago, Chili (– 56 kg)